# Short track na Zimních olympijských hrách 2006
Short track na olympiádě v Turíně je na programu od 12. do 25. února v hale Palavela.

## Přehled medailí
| Pořadí | Země                         | Zlato | Stříbro | Bronz | Celkově |
| ------ | ---------------------------- | ----- | ------- | ----- | ------- |
| 1.     | Jižní Korea (KOR)            | 6     | 3       | 1     | 10      |
| 2.     | Čína (CHN)                   | 1     | 1       | 3     | 5       |
| 3.     | Spojené státy americké (USA) | 1     | 0       | 2     | 3       |
| 4.     | Kanada (CAN)                 | 0     | 3       | 1     | 4       |
| 5.     | Bulharsko (BUL)              | 0     | 1       | 0     | 1       |
| 6.     | Itálie (ITA)                 | 0     | 0       | 1     | 1       |
|        | Celkem                       | 8     | 8       | 8     | 24      |

## Medailisté

### Muži
| Disciplína     | Zlato                                                                          | Výkon    | Stříbro                                                                                                   | Výkon    | Bronz                                                                            | Výkon    |
| -------------- | ------------------------------------------------------------------------------ | -------- | --- | -------- | -------------------------------------------------------------------------------- | -------- |
| 500 m          | Apolo Ohno · Spojené státy americké (USA)                                      | 41.935   | François-Louis Tremblay · Kanada (CAN)                                                                    | 42.002   | Viktor An · Jižní Korea (KOR)                                                    | 42.089   |
| 1000 m         | Viktor An · Jižní Korea (KOR)                                                  | 1:26.739 | Lee Ho-Suk · Jižní Korea (KOR)                                                                            | 1:26.764 | Apolo Ohno · Spojené státy americké (USA)                                        | 1:26.927 |
| 1500 m         | Viktor An · Jižní Korea (KOR)                                                  | 2:25.341 | Lee Ho-Suk · Jižní Korea (KOR)                                                                            | 2:25.600 | Li JiaJun · Čína (CHN)                                                           | 2:26.005 |
| Štafeta 5000 m | Jižní Korea · Viktor An · Lee Ho-Suk · Oh Se-Jong* · Seo Ho-Jin · Song Suk-Woo | 6:43.376 | Kanada · Eric Bédard · Jonathan Guilmette* · Charles Hamelin · François-Louis Tremblay · Mathieu Turcotte | 6:43.707 | Spojené státy americké · Alex Izykowski · J. P. Kepka · Apolo Ohno · Rusty Smith | 6:47.990 |

* Bruslaři, kteří neměli účast ve finále, ale získal medaili.

### Ženy
| Disciplína     | Zlato                                                                                 | Výkon    | Stříbro                                                                                          | Výkon    | Bronz                                                                | Výkon    |
| -------------- | ------------------------------------------------------------------------------------- | -------- | ------------------------------------------------------------------------------------------------ | -------- | -------------------------------------------------------------------- | -------- |
| 500 m          | Wang Meng · Čína (CHN)                                                                | 44.345   | Evgenia Radanova · Bulharsko (BUL)                                                               | 44.374   | Anouk Leblanc-Boucher · Kanada (CAN)                                 | 44.759   |
| 1000 m         | Čin Son-ju · Jižní Korea (KOR)                                                        | 1:32.859 | Wang Meng · Čína (CHN)                                                                           | 1:33.079 | Jang Jang · Čína (CHN)                                               | 1:33.937 |
| 1500 m         | Čin Son-ju · Jižní Korea (KOR)                                                        | 2:23.494 | Choi Eun-Kyung · Jižní Korea (KOR)                                                               | 2:24.069 | Wang Meng · Čína (CHN)                                               | 2:24.469 |
| Štafeta 3000 m | Jižní Korea · Byun Chun-Sa · Choi Eun-Kyung · Jeon Da-Hye · Čin Son-ju · Kang Yun-Mi* | 4:17.040 | Kanada · Alanna Kraus · Anouk Leblanc-Boucher · Amanda Overland* · Kalyna Roberge · Tania Vicent | 4:17.336 | Itálie · Arianna Fontanaová · Marta Capurso · Katia Zini · Mara Zini | 6:47.990 |

* Bruslaři, kteří neměli účast ve finále, ale získal medaili.